# Caixa del Camp de l'Obra
La Caixa del Camp de l'Obra est un dolmen situé à Taillet, dans le département français des Pyrénées-Orientales.

## Historique
Le dolmen a été découvert en 1964 par Jean Abélanet lors d'une prospection pour vérifier une hypothèse toponymique.

## Description
Le dolmen est du type simple (sans couloir) avec une chambre de forme rectangulaire ouvrant à l'ouest. La chambre est délimitée par une dalle de chevet (1,81 m de long sur 0,80 m de haut et épaisse de 0,10 à 0,40 m) côté oriental, un orthostate côté sud (1,20 m de long et épaisse de 0,20 à 0,25 m) et, côté nord, deux petites dalles ou une ancienne dalle unique désormais fracturée en deux parties dont la hauteur 0,30 à 0,35 m, moitié moindre que celle de la dalle de chevet, laisse supposer qu'il en manque la partie supérieure. Deux autres dalles, visibles à peu de distance, comportant chacune une cassure nette, pourraient correspondre aux vestiges de la dalle de couverture, qui aurait été brisée en deux fragments de respectivement 1,25 m et 0,70 m de long sur 1,30 m de large. Ré-assemblées en une dalle unique, les deux parties seraient parfaitement adaptées aux dimensions de la chambre. Le tumulus, de forme circulaire (4 à 5 m de diamètre), est très arasé.

## Matériel archéologique
La découverte, lors d'un sondage, de quelques tessons de céramique très érodés mais présentant un modelé caractéristique de l'époque préhistorique a permis de confirmer l'authenticité du dolmen.